# Маунтин-Айленд (водохранилище)
Маунтин-Айленд (англ. Mountain Island) — водохранилище к северо-западу от Шарлотты, Северная Каролина, созданное в 1924 году, для строительства гидроэлектростанции Маунтин-Айленд. Названо в честь горы, которая сейчас является островом в озере, а окружающая гору местность является территорией озера. Форма озера повторяет русло реки Катоба, запруженной вблизи станции сточных вод Маунт-Холли. Высота полного залива составляет около 197 м. Озеро имеет площадь 13 км² и 98 километров береговой линии.

## Доступ к реке и озеру
Маунтин-Айленд питается рекой Катоба и является самым маленьким из трёх водохранилищ, граничащих с округом Мекленбург, Северная Каролина (Норман и Уайли). Маунтин-Айленд содержится компанией «Duke Energy» из Шарлотты. Основной функцией Маунтин-Айленд является обеспечение питьевой водой более 1 миллиона жителей Шарлотты и окружающего округа Мекленбург, а также Маунт-Холли и Гастонии в округе Гастон. На водоёме можно покататься на лодках и заняться рыбной ловлей. На озере есть две зоны для лодок и зона для рыболовства.

## Электростанции
Плотина вырабатывает гидроэлектроэнергию для близлежащего региона. Он также поддерживал паровую электростанцию Ривербенд, охлаждая пар, который приводил турбины, до тех пор пока ее не вывели из эксплуатации в 2013 году.

#### ГЭС «Маунтин-Айленд»
ГЭС «Маунтин-Айленд» — это четырёхблочная установка мощностью 60 мегаватт, расположенная в округе Гастон, штат Северная Каролина. Она была построена в 1923 году для удовлетворения растущего спроса на электроэнергию со стороны домовладельцев в Каролине. В то время электроэнергия в основном была нужна промышленными потребителями.

#### Паровая электростанция «Ривербенд»
Ривербендская Паровая электростанция имела мощность 454 мегаватта, благодаря угольной установке, расположенной в графстве Гастон, Северная Каролина. Она была построена в 1929 году. Четырёхблочная электростанция была названа в честь изгиба реки Катоба, на которой она находилась. Ривербенд была использована для поставок электроэнергии на линию с самым высоким энергопотреблением. На площадке также размещались четыре газотурбинных установки, они были выведены из эксплуатации в октябре 2012 года.